# Бурдейний Анатолій Павлович
Анато́лій Па́влович Бурде́йний  (*16 лютого 1947, Ужгород) — художник декоративно-прикладного мистецтва, скульптор. Член Національної спілки художників України з 1977 р. Працює у галузі монументальної та у різних жанрах станкової скульптури — портрет, оголена модель, символічні та сакральні сюжети.

## Життєпис

Пам'ятник Василеві Стусу у Вінниці

1972 року закінчив Львівський державний інститут прикладного та декоративного мистецтва, відділ художньої кераміки. Педагогами були Еммануїл Мисько, Дмитро Крвавич, Л. Л. Пушкаш, Андрій Бокотей. Цього ж року переїхав до Вінниці.
Учасник обласних, республіканських, всесоюзних виставок з 1972 р. Персональні виставки: м. Київ, галерея «Славутич» — 1993 р., м. Траунштайн (Німеччина) — 1995 р.
Учасник семи відкритих Всеукраїнських конкурсів проектів пам'ятників. Переможець відкритого Всеукраїнського конкурсу проектів пам'ятника Василю Стусу, який був встановлений у м. Вінниці у 2002 р. Тричі висувався на здобуття Національної премії України імені Тараса Шевченка за вінницький пам'ятник Василеві Стусу.